# 中山蛙
中山 蛙（なかやま かえる、1950年1月1日 - 2023年12月7日）は、日本の漫画家、イラストレーター、シニアモデル。岡山県倉敷市出身、東京都練馬区在住。少女漫画家である中山星香の実兄。妻は元漫画家の宇海（白沢）冬香。

## 略歴
- 1969年 - 東京都立工業短期大学機械設計科中退。
- 1970年 - 猪まんがスタジオ入社。『COM』11月号の新人競作にて「一人と一匹」を発表してデビュー。
- 1972年 - 猪まんがスタジオ退社。以後、フリーランサーとして活躍中。
- 1992年 - 第16回参議院議員通常選挙にモーター新党公認で比例区から立候補するが落選。
- 2023年12月 - 知人の秋山満夫（ニコンのカメラレンズ研究家）や友人である小説家の高千穂遙らがX（旧Twitter）にて訃報を伝えた[3][4]。

## 人物
- 趣味はカメラ、オートバイ、釣り、キャンプなど。2013年頃から弓道を始め2段を取得した。また、体力作りも兼ねて週に1度のペースでプールに通っていた。
- 2005年から日本工学院専門学校クリエイターズカレッジ（マンガ・アニメーション科）にて非常勤講師を務めていた[1]。
- 1972年に独立後、蜷川幸雄の舞台にエキストラ出演したことがある[1]。上述、専門学校の同僚がモデルやエキストラを派遣する事務所に所属していたことから紹介して貰い、2011年に所属。テレビドラマ「昼のセント酒」や通販番組などにエキストラとして出演。はなさく生命、地下鉄博物館など数多くの広告でも屈託のない笑顔を見せていた[1]。その後、別のモデル事務所に移籍し、シニアモデルとして活動。主にデジタル素材のオンラインマーケットプレイス「PIXTA」に活躍の場を置いた[1]。

## 作品リスト
- 危険な賭け
- 貰った災厄
- 熊ん蜂の飛行
- 暗号名はPART
- 不屈の蛙
- 無敵の蛙
- 蛙の図鑑シリーズ
- 蛙の雑物日記
- 蛙の漫画教室
- 来た・見た・食った

## 単行本
- 蛙とBIKEとヨーロッパ
- まんがパーソナル無線入門
- 川づり全図鑑
- 海づり全図鑑
- ルアーづり全図鑑
- 軍用カメラ大図鑑
- 軍用カメラ大図鑑2
- OLD TACKLE
- ABUリール大図鑑
- 愛しのハッセルブラッド
- ライカのしくみ・M3
- ライカのしくみ2・IIIf&IIIg
- ライカ症候群
- 分解図鑑・カメラのしくみ